# Pallister-W-Syndrom
Als Pallister-W-Syndrom wird ein vermutlich x-chromosomal rezessiv vererbtes Dysmorphie-Syndrom bezeichnet. Die betroffenen Menschen weisen eine Symptomkombination von Gesichtsspalte, Gesichtsdysmorphien und Besonderheiten der Extremitäten auf.
Die Erstbeschreibung erfolgte 1974 durch die amerikanischen Kinderärzte und Humangenetiker Pallister u. a. aus Madison und Minneapolis, anhand einer Familie, auf deren Anfangsbuchstaben die Bezeichnung zurückzuführen ist.
Es handelt sich um ein sehr seltenes Syndrom: Bisher gibt es nur drei Beobachtungen, die Variabilität des klinischen Bildes ist daher noch nicht hinreichend bekannt. Zur formalgenetischen Sicherung des angenommenen Vererbungsmodus sind weitere Beobachtungen notwendig. Wahrscheinlich wird das Pallister-W-Syndrom nicht immer als nosologische Einheit erkannt.

## Diagnostische Kriterien
- kognitive Behinderung

Grand-Mal-Epilepsie
- eventuell Tremor und leichte Spastik
- Mediane Spaltbildung des Gaumens und eventuell der Oberlippe
- Gesichtsdysmorphien
  - hohe betonte Stirn
  - okulärer Hypertelorismus (Telekantus)
  - nach unten außen abfallende Lidachse
  - breiter und flacher Nasenrücken
  - flacher Oberkiefer
- Besonderheiten im Bereich der Extremitäten, u. a. Cubitus valgus, Verkürzung der Ulna, Verkrümmung des Radius, Kamptodaktylie

## Ätiologie
Die Ätiologie des Pallister-W-Syndroms ist nicht sicher bekannt. Das Auftreten in der Geschwisterschaft bei zwei Brüdern deutet auf einen geschlechtsgebundenen Erbgang hin, schließt aber autosomale Vererbung nicht aus. Die geringe Ausprägung der Befunde bei Mutter und Schwester der Jungen lässt eine dominante Genwirkung mit variabler Genexpressivität bzw. Geschlechtsbegrenzung zu.

## Pathogenese
Die Pathogenese des Pallister-W-Syndrom ist bisher unbekannt.